# Bibliotheca Bipontina

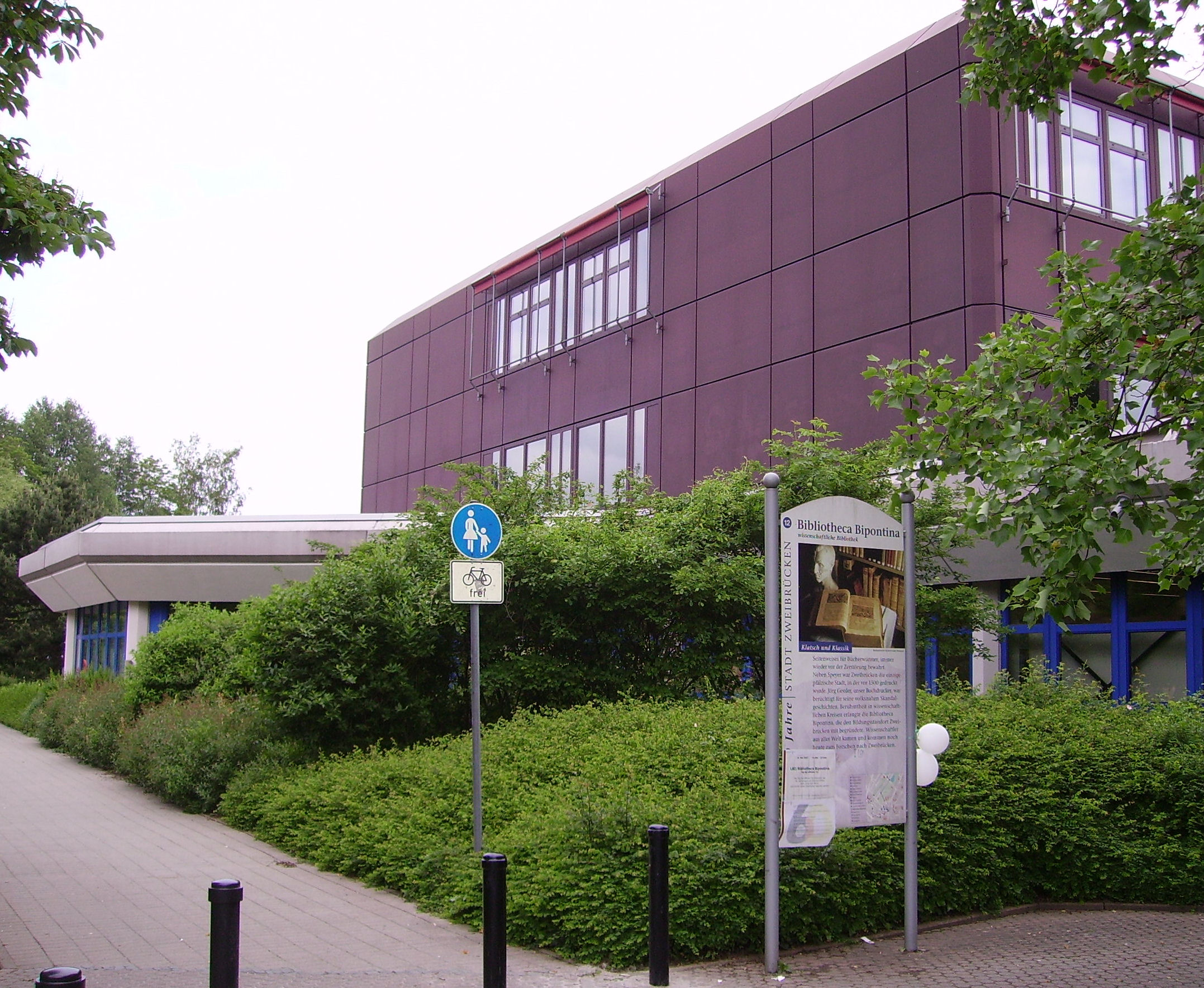
nowa siedziba biblioteki

Bibliotheca Bipontina – regionalna biblioteka naukowa w mieście Zweibrücken w Niemczech. Od września 2004 jest częścią krajowego centrum bibliotecznego kraju związkowego Nadrenia-Palatynat. Posiada jeden z ważniejszych zbiorów starodruków w Palatynacie.
Zbiór woluminów to około 102 tys. tomów, w tym 12 tys. muzealnych starodruków ze zbiorów bibliotek książęcych dawnych władców Zweibrücken (od XVI do XVIII wieku). Wśród zbiorów znajdują się też  104 rękopisy,  68 inkunabułów, oraz liczne fragmenty ksiąg późnogotyckich.
Biblioteka przechowuje także zbiory Stowarzyszenia Historii Kościoła w Palatynacie (ok. 20 tys. tomów), oraz Stowarzyszenia Historycznego  Zweibrücken (20 tys. tomów).
Bipontina jest częścią krajowego systemu bibliotek, do którego należą również: Krajowa Biblioteka w Spirze, Krajowa Biblioteka w Koblencji i jej filia  w  Neustadt an der Weinstraße.
Instytucja koncentruje się na zbiorach literatury regionalnej Palatynatu  i wszystkich dziedzin nauk humanistycznych i społecznych.

## Historia
Podczas gdy działania wojenne w wieku XVII zniszczyły prawie w całości zbiory bibliotek książęcych w Zweibrücken, zachowała się biblioteka w Bischweiler. Ta  została w wieku XVIII przeniesiona do rezydencji w Zweibrücken.
Bibliotekę założył ponownie graf Karol I  - najmłodszy syn księcia Wolfganga, który zobligował go do tego w testamencie. Książę Wolfgang zobowiązał też syna do opieki nad biblioteką i do  stałego powiększania jej zbiorów.
Kwitnące w wieku XVIII w Zweibrücken  nauki humanistyczne, oraz sztuka drukarska, przyczyniły się też do rozwoju biblioteki. Najważniejsze wydania znajdujące się w zbiorach powstały w tym mieście. Biblioteką kierował wówczas dyrektor gimnazjum - uczony  Georg Christian Crollius.
Od końca wieku XIX Bibliotheca Bipontina podporządkowana była gimnazjum humanistycznemu księcia Wolfganga (Herzog-Wolfgang-Gymnasium). Po jego rozwiązaniu jako samodzielnej placówki i połączeniu z Helmholz Gymnasium, w 1988 biblioteka stała się samodzielną placówką krajową.

## Literatura
- Andrea Dittgen: Der kluge Herzog kauft Bücher für seine Schüler und Beamten. artykuł w dzienniku Die Rheinpfalz z 25 kwietnia 2009
- Lars G. Svensson: Die Geschichte der Bibliotheca Bipontina. Mit einem Katalog der Handschriften.  Kaiserslautern 2002 ISBN 3-927754-44-7